# 云南师范大学附属中学
25°03′39″N 102°39′49″E / 25.06081°N 102.66352°E

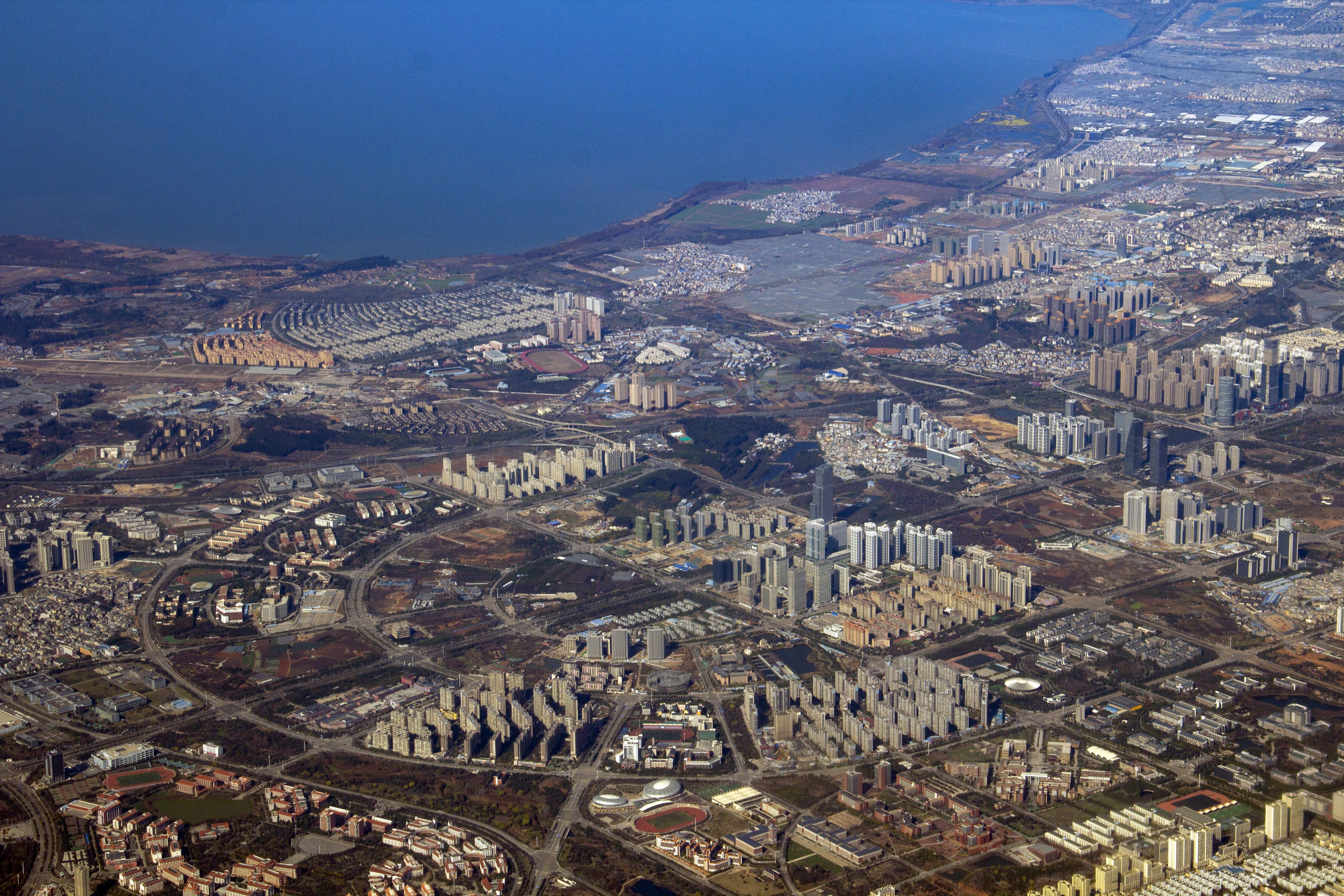
云南师范大学附属中学呈贡校区在中下方

云南师范大学附属中学，简称云南师大附中，位于云南省昆明市高新开发区，是云南省一级一等普通高级中学，由云南省教育厅主管，云南师范大学领导。前身是创办于1940年11月21日的西南联大附校。
学校现有57个教学班，学生人数近3000人；教职工288人，专任教师248人；硕士研究生80人，博士研究生2人；正高级教师11人，副高级教师104人；省、市级学科带头人、骨干教师、教学名师52人。

## 学校历史
抗日战争期间，北京大学、 清华大学和南开大学撤至昆明，于1938年组建国立西南联合大学。1940年11月21日，国立西南联合大学师范学院附设学校成立，办有中学和小学，由联大师院院长黄钰生兼任校主任，租借云南省立昆华工业学校东大楼作校舍。此为师大附中的前身。1942年，迁往迁往北门街南菁学校旧址，同年中、小学分设，中学部改名为国立西南联合大学师范学院附属中学。1943年迁入钱局街岑公祠。
抗战胜利后，1946年，西南联大解散北返，师范学院留昆设立国立昆明师范学院，联大附中改名国立昆明师范学院附属中学。1950年，学校由人民政府接管，改名为昆明师范学院附属中学。
1971年9月，更名为昆明市第十六中学，次年1月，改回昆明师院附属中学。1984年5月，昆明师范学院改名为云南师范大学，附中也随之易名为云南师范大学附属中学。
1993年7月，被认定为首批云南省一级二等完全中学。2004年6月，被认定为云南省一级一等完全中学。
2003年9月1日，学校从建设路484号搬迁至现址。旧校址建立云南师范大学实验中学。
2015年，昆明市教育局与云南师范大学基础教育集团签订联合办学协议，共同举办云南师大附中呈贡校区，由云南师大附中进行管理。2016年9月起呈贡校区开始招生。

## 学校文化

### 校训
先学会做人，再学做学问，不仅要学会，关键要会学

### 校风
求实、认真、团结、进取

### 学风
严格广博、勤奋好学、勇于探索、追求不息

### 教风
严谨治学、开拓创新、诲人不倦、为人师表

### 教学理念
一切为了学生的健康成长，一切为了学生的终身奠基

## 学校荣誉
- 省属一级一等完全中学
- 云南省科技教育的示范学校
- 国家基础教育重点科研课题基地学校
- 全国现代教育技术实验学校
- 中国教育学会高中教育专业委员会
- 全国部分大学附中协作体
- 全国知名中学科研联合体的理事单位
- 全国民族团结先进单位
- 全国教育系统先进集体
- 自1977年12月10日高考恢复至今“高考状元”产出最多的高中

## 著名校友

### 抗战烈士
- 席淑筠
- 郎宝媛
- 庄任秋

### 学者
- 陈箎，冶金学家
- 戴汝为，50届校友，中国科学院院士，著名控制论与人工智能专家
- 万哲先，50届校友，中国科学院院士，数学家
- 严陆光，52届校友，中国科学院院士，电工专家
- 朱永津，数学家
- 罗广斌，作家，《红岩》的主要作者之一
- 宗璞，当代作家

### 商界
- 黄思烈，云南著名企业家，慈善家
- 郑天一，“全国青年十杰优秀企业家”之一

### 政界
- 齐怀远，47届校友，曾任外交部副部长，国务院外事办公室主任

## 友好学校

### 中国
- 中国山东师范大学附属中学
- 中国首都师范大学附属中学
- 中国陕西师范大学附属中学
- 中国南开大学附属中学
- 中国湖南师范大学附属中学
- 中国辽宁师范大学附属中学
- 中国福建师范大学附属中学
- 中華民國新竹縣私立忠信高級中學

### 欧洲
- 英格兰家林学校

### 亚洲
- 印度加尔各答圣泽维尔学校
- 泰國曼谷玛希顿科学纪念中学